# Centro Desportivo de Fátima
O Centro Desportivo de Fátima é um clube desportivo português, localizado na cidade de Fátima, concelho de Ourém, no distrito de Santarém. O clube foi fundado em 1966. A equipa de futebol disputa os seus jogos em casa no Estádio João Paulo II e também o Estádio Municipal de Fátima (Papa Francisco).
Na temporada de 2024/25 o clube participa no Campeonato de Portugal.

## História
O Centro Desportivo de Fátima foi fundado, originalmente, em 1958 pelo Padre Manuel António Henriques, pároco de Fátima, tendo o clube inicialmente tido o nome de Centro Paroquial de Fátima e sendo pertença da Fábrica da Igreja Paroquial da localidade. Em 1968, o pároco inscreveu a equipa de futebol na Associação de Futebol de Santarém e mudou o nome do clube em 1988. Originalmente a equipa desportiva treinava no Campo do Estoril, entretanto comprado pelo Santuário de Fátima e transformado em parqueamento para os peregrinos.
Em 2006/07, o clube alcança o 1º lugar da II Divisão B na Série C, tornando-se na primeira equipa do distrito de Santarém a participar na Segunda Liga e nos campeonatos profissionais na época seguinte, com um orçamento de apenas 400 mil euros, aquele que viria a ser o mais baixo da época seguinte nesta liga. O treinador era Rui Vitória e o seu guarda-redes sofreu apenas 16 golos.
Em 2007/08, a equipa no dia 26 de setembro de 2007 acabaria por eliminar o bicampeão nacional Futebol Clube do Porto na 3ª Eliminatória da Taça da Liga, vencendo por 4-2 após grandes penalidades, depois do 0-0 registado no tempo regulamentar. Nesta mesma competição, viria a enfrentar na eliminatória seguinte, o Sporting Clube de Portugal, vencendo o jogo fora, disputado no Estádio do Restelo, por 2-1, mas acabando por ser eliminada, devido à diferença de golos, em casa, ao perder por 3-2.
Em 2008/09 o Fátima viria mesmo a ser campeão da II Divisão (nível 3) na final frente ao GD Chaves, garantindo assim mais uma vez lugar na Segunda Liga. Contudo em 2010/11, foi o último colocado e foi rebaixado.

## Futebol

### Palmarés
| Escalão                                             | Nº Presenças | Títulos | Melhor Classificação |
| I                                                   | 0            | 0       | Nunca participou     |
| II                                                  | 3            | 0       | 8º                   |
| III                                                 | 11           | 1       | 1º                   |
| IV                                                  | 12           | 0       | 2º                   |
| V                                                   | -            | -       | -                    |
| VI                                                  | -            | -       | -                    |
| VII                                                 | -            | -       | -                    |
| Taça de Portugal                                    | 28           | 0       | 1/16                 |
| Taça da Liga                                        | 1            | 0       | 1/4                  |
| inclui época 2010/2011; - informação não disponível |              |         |                      |

## Palmarés
- II Divisão (nível 3): 1 (2008/09)[9]
- Campeão Distrital Seniores 1ª Divisão: 2 (2023/24 e 2015/16)
- Supertaça "Dr. Alves Vieira": 2 (2023/24 e 2016/17)
- Campeão Distrital Seniores 2ª Divisão: 1 (2021/22)

### Liga de Honra
- Melhor Classificação: 8º (a decorrer)
- Pior Classificação: 16º (a decorrer)

### Taça da Liga
- Melhor classificação: 1/4 Final (4ºEliminatória) (2007/2008)